# 栗村駅
栗村駅（ユルチョンえき）は、大韓民国全羅南道麗水市にある韓国鉄道公社（KORAIL）全羅線の駅である。

## 歴史
- 1930年12月25日：開業。
- 2012年6月2日：旅客取扱中止。

## 隣の駅
韓国鉄道公社
全羅線
順天駅 - (星山駅) - 栗村駅 - (徳陽駅) - 麗川駅